# Limnophila verticillata
Limnophila verticillata är en grobladsväxtart som beskrevs av T. Yamazaki. Limnophila verticillata ingår i släktet Limnophila och familjen grobladsväxter. Inga underarter finns listade i Catalogue of Life.